# Тислява, Юозас
Юо́зас Тислява́ (лит. Juozas Tysliava; 1 ноября 1902, деревня Гейстеришкяй, Сувалкская губерния — 11 ноября 1961, Нью-Йорк) — литовский поэт, переводчик, журналист; считался литовским Маяковским.

## Биография
Рано потерял отца. Учился в гимназии в Вилкавишкисе, но учёбу не закончил. В 1919 году участвовал в боях за независимость Литвы. После демобилизации (1920) в Каунасе работал в редакциях различных газет, в литовском телеграфном агентстве Эльта, одновременно учился в гимназии для взрослых, вольнослушателем посещал Литовский университет. Получив в 1925 году государственную стипендию, в 1926 году уехал в Париж изучать журналистику. Общался и сотрудничал с авангардистскими литераторами разных стран.
С 1932 года жил в США. Редактировал эмигрантские периодические издания. Умер в Бруклине. По завещанию прах в декабре 1962 года был перевезён и захоронен в Вильнюсе на кладбище Росса (Расу).

## Литературная деятельность
Дебютировал в печати в 1918 году. Участвовал в литовском авангардистском движении «четырёхветровцев» во главе с Казисом Бинкисом.
Издал сборники стихотворений «Žaltvykslės» («Блуждающие огни», 1922), «Traukinys» («Поезд», 1923), «Nemuno rankose» («В руках Немана», 1924), «Auksu lyta» («Золотом лило», 1925), «Tolyn» («В даль», 1926). Автор поэм «Тислява в Париже» и «Tawa nauson». В Париже выпустил сборник стихотворений на французском языке «Coupe de vents» («Кубок ветров», 1926; перевод Халины Издебской) с предисловием Оскара Милоша.
С 1933 года редактировал газету «Vienybė» («Единство»), с 1940 года был её издателем. В 1939—1940 годах издавал журнал «Lietuva» («Литва»).
Переводил стихотворения латышских, финских, эстонских поэтов. На русский язык стихотворения Тислявы переводили И. Векшегонова, Т. Я. Сырыщева, Е. Л. Шкляр.